# 亀之森住吉神社
亀之森住吉神社（かめのもりすみよしじんじゃ）は大阪府池田市住吉に鎮座する神社。法人名は住吉神社。

## 祭神
- 底筒男命・中筒男命・表筒男命
- 息長足姫命

## 歴史
社記によれば、光仁天皇宝亀元年（770年）の鎮座である。後奈良天皇の大永6年（1526年）に社殿を造営する。正親町天皇の天正年間（1573年～1592年）の兵火で焼失する。麻田藩主青木氏の祈願所となり社領を寄進された。
- 寛永年間（17世紀前葉） - 社殿を新築。
- 明和3年（1764年） - 社殿を改造。
- 明治5年（1872年） - 村社に列す。
- 明治40年（1907年） - 神饌幣帛料供進社に指定される。
- 明治40年（1907年） - 石橋の厳島神社、八幡神社、垣添の荒神社、麻田の皇大神社、天王山の八阪神社を合祀。
- 明治41年（1908年） - 東市場の天神社を合祀[1]。
- 昭和47年（1972年） - 再建。
- 平成9年（1997年） - 修復。

## 境内
- 天皇大神宮
- 稲荷神社
- 荒神社・恵美須神社
- 天満宮
- 神武天皇御陵遥拝所
- 桃山御陵遥拝所

## 文化財

### 池田市指定文化財
- 算額（文化3年（1806年）奉納）1面　池田市指定文化財（歴史資料）（平成2年3月26日指定）江戸時代
- 算額 （嘉永元年（1848年）奉納） 1面　池田市指定文化財（歴史資料）（平成2年3月26日指定）江戸時代

## 交通アクセス
- 阪急宝塚本線石橋阪大前駅より 西南へ徒歩13分